# Championnat d'Europe féminin de basket-ball des petits pays
Cet article traite de la compétition féminine. Pour la compétition masculine, voir Championnat d'Europe masculin de basket-ball des petits pays.
Le championnat d’Europe féminin de basket-ball des petits pays (anglais : FIBA Women’s European Championship for Small Countries) est la compétition de catégorie inférieure du championnat d’Europe féminin de basket-ball. Organisée par la FIBA Europe, elle a lieu tous les deux ans.
Ce championnat fut créé en 1989 sous le nom de coupe de promotion (Promotion Cup), pour les sélections nationales les moins bien classées. En 2007, la coupe de promotion fut renommée « championnat d’Europe de Division C » (EuroBasket Division C). 
En 2011, après l’abolition du système des divisions A et B par la FIBA Europe, le championnat d’Europe de Division C fut renommé « championnat d’Europe des petits pays ».

## Palmarès

### Par édition
| Éd. | Année | Pays hôte  | Finale       | Finale      | Finale     | Petite finale | Petite finale | Petite finale | Meilleure joueuse |
| Éd. | Année | Pays hôte  | Champion     | Score       | Deuxième   | Troisième     | Score         | Quatrième     | Meilleure joueuse |
| --- | ----- | ---------- | ------------ | ----------- | ---------- | ------------- | ------------- | ------------- | ----------------- |
| 1re | 1989  | Luxembourg | Autriche     | 63–57       | Irlande    | Luxembourg    | 73–52         | Islande       | Non décerné       |
| 2e  | 1991  | Gibraltar  | Turquie      | 95–65       | Irlande    | Autriche      | 67–58         | Luxembourg    | Non décerné       |
| 3e  | 1993  | Chypre     | Autriche (2) | 68–54       | Irlande    | Chypre        | 57–51         | Islande       | Non décerné       |
| 4e  | 1996  | Malte      | Islande      | 81–73       | Albanie    | Luxembourg    | 65–58         | Chypre        | Non décerné       |
| 5e  | 1998  | Autriche   | Autriche (3) | 85–45       | Luxembourg | Chypre        | 53–51         | Islande       | Non décerné       |
| 6e  | 2000  | Macédoine  | Macédoine    | Championnat | Écosse     | Andorre       | Championnat   | Malte         | Non décerné       |
| 7e  | 2002  | Andorre    | Albanie      | 84–79       | Islande    | Chypre        | 71–61         | Luxembourg    | Non décerné       |
| 8e  | 2004  | Andorre    | Islande (2)  | 81–66       | Luxembourg | Malte         | 69–61         | Arménie       | Non décerné       |
| 9e  | 2006  | Malte      | Luxembourg   | 54–49       | Écosse     | Moldavie      | 81–75         | Malte         | Non décerné       |
| 10e | 2008  | Luxembourg | Malte        | 81–61       | Albanie    | Luxembourg    | 55–45         | Andorre       | Non décerné       |
| 11e | 2010  | Arménie    | Malte (2)    | 74–65       | Arménie    | Écosse        | 88–67         | Moldavie      | Non décerné       |
| 12e | 2012  | Macédoine  | Autriche (4) | 68–63       | Macédoine  | Malte         | 72–52         | Écosse        | Non décerné       |
| 13e | 2014  | Autriche   | Autriche (5) | 87–81       | Islande    | Malte         | 66–59         | Écosse        | Non décerné       |
| 14e | 2016  | Gibraltar  | Malte (3)    | 67–59       | Irlande    | Moldavie      | 66–50         | Andorre       | Non décerné       |
| 15e | 2018  | Irlande    | Danemark     | 93–59       | Luxembourg | Malte         | 67–59         | Norvège       | Non décerné       |
| 16e | 2021  | Chypre     | Luxembourg   | 69–59       | Irlande    | Kosovo        | 70–60         | Malte         | Non décerné       |
| 17e | 2022  | Chypre     | Chypre       | Championnat | Norvège    | Malte         | Championnat   | Kosovo        | Non décerné       |
| 18e | 2024  | Kosovo     | Norvège      | 61–54       | Malte      | Albanie       | 73–61         | Chypre        | Melgoza           |

### Médailles par pays
| Rang  | Nation     | Or | Argent | Bronze | Total |
| ----- | ---------- | -- | ------ | ------ | ----- |
| 1     | Autriche   | 5  | 0      | 1      | 6     |
| 2     | Malte      | 3  | 1      | 5      | 9     |
| 3     | Luxembourg | 2  | 3      | 3      | 8     |
| 4     | Islande    | 2  | 2      | 0      | 4     |
| 5     | Albanie    | 1  | 2      | 1      | 4     |
| 6     | Norvège    | 1  | 1      | 0      | 2     |
| 6     | Macédoine  | 1  | 1      | 0      | 2     |
| 8     | Chypre     | 1  | 0      | 3      | 4     |
| 9     | Danemark   | 1  | 0      | 0      | 1     |
| 9     | Turquie    | 1  | 0      | 0      | 1     |
| 11    | Irlande    | 0  | 5      | 0      | 5     |
| 12    | Écosse     | 0  | 2      | 1      | 3     |
| 13    | Arménie    | 0  | 1      | 0      | 1     |
| 14    | Moldavie   | 0  | 0      | 2      | 2     |
| 15    | Andorre    | 0  | 0      | 1      | 1     |
| 15    | Kosovo     | 0  | 0      | 1      | 1     |
| TOTAL | TOTAL      | 18 | 18     | 18     | 54    |